# Ванчо Барбаревски
Иван (Ванчо) Цанев Барбаревски е български революционер, щипски войвода на Вътрешната македоно-одринска революционна организация.

## Биография
Роден е в село Барбарево (Горно или Долно Барбарево), тогава в Османската империя, днес в Северна Македония. Син е на войводата на ВМОРО Цаню Барбаревски. Влиза във ВМРО и става щипски войвода. През май 1925 година след друдневно сражение със сръбски потери в местностите Синковица и Радкова скала край село Щалковица е тежко ранен и пленен. Умира в затвора в Свети Никола.